# Landesamt für Vermessung und Geobasisinformation Rheinland-Pfalz

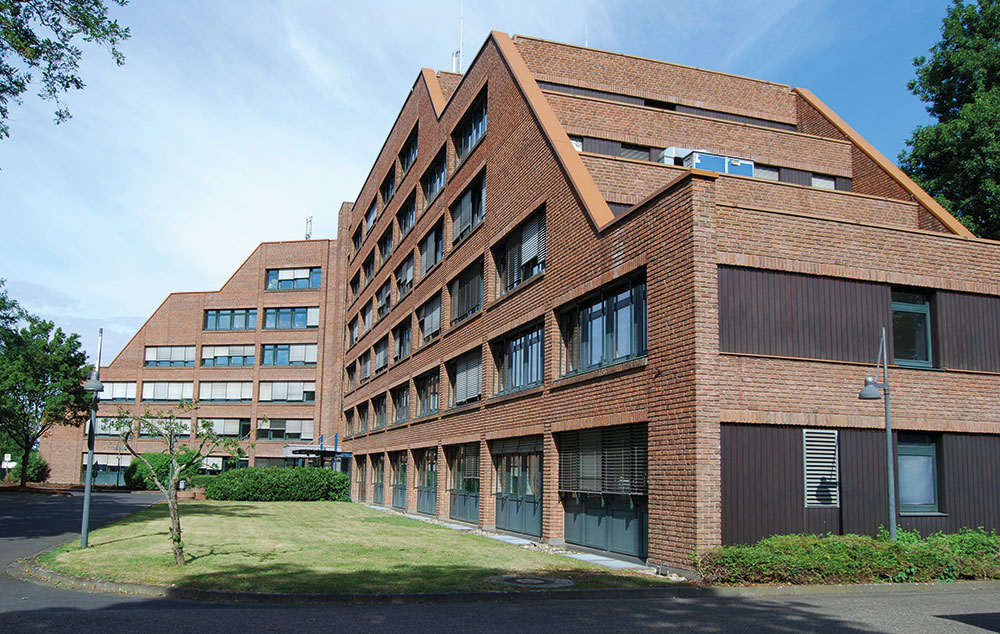
Dienstgebäude des LVermGeo in Koblenz

Das Landesamt für Vermessung und Geobasisinformation Rheinland-Pfalz (LVermGeo) mit Sitz in Koblenz und weiterem Dienstort in Bad Kreuznach ist eine Obere Landesbehörde im Geschäftsbereich des Ministeriums des Innern und für Sport Rheinland-Pfalz.

## Aufgaben
Das Landesamt für Vermessung und Geobasisinformation Rheinland-Pfalz (LVermGeo) ist landesweit tätig. Es hat die Aufgabe, die Daten für die Geobasisinformationen zu erheben und landesweit nachzuweisen sowie das Grundeigentum zu sichern. Unter Geobasisinformationen sind der vermessungstechnische Raumbezug, die geotopographischen Informationen und das Liegenschaftskataster zu verstehen.
Zu den Aufgaben zählen insbesondere
- die Gewährleistung des vermessungstechnischen Raumbezugs, so dass jede Position innerhalb des Landes nach ihrer Lage, Höhe und Schwere bestimmt werden kann,
- die Erhebung, Aktualisierung und Bereitstellung von landschaftsbeschreibenden Daten, den sogenannten geotopographischen Informationen einschließlich deren kartographischer Bearbeitung und Herausgabe amtlicher topographischer Karten, Sonderkarten und historischer Karten in unterschiedlichsten Maßstäben.

Als obere Vermessungs- und Katasterbehörde nimmt das LVermGeo zugleich die Aufgaben der Aufsichtsbehörde über die Vermessungs- und Katasterämter, die Öffentlich bestellten Vermessungsingenieure und die Öffentlich bestellten Vermessungsingenieurinnen in Rheinland-Pfalz wahr.
Neben der zentralen Verantwortlichkeit für die Entwicklung, Einführung und den Einsatz der Informations- und Kommunikationstechnik für den Bereich der gesamten Vermessungs- und Katasterverwaltung zählt auch die Unterstützung der IT-Anwender zu den Aufgaben des LVermGeo.

## Gesetzliche Grundlage
Gesetzliche Grundlage ist das Landesgesetz über das amtliche Vermessungswesen (LGVerm) vom 20. Dezember 2000. Danach ist es Aufgabe des amtlichen Vermessungswesens, die raum- und bodenbezogenen Daten vielfältigster Art als Geobasisinformationen zu erheben und landesweit nachzuweisen sowie das Grundeigentum, insbesondere durch die Bildung von Flurstücken sowie die Bestimmung und Abmarkung von deren Grenzen, zu sichern. Die Daten des amtlichen Vermessungswesens sind in einem Geobasisinformationssystem zu führen und für Zwecke des Rechtsverkehrs sowie für staatliche, kommunale und private Aufgaben bereitzustellen.
Die Aufgaben nach diesem Gesetz werden vom Ministerium des Innern und für Sport, dem Landesamt für Vermessung und Geobasisinformation Rheinland-Pfalz und von den Vermessungs- und Katasterämtern wahrgenommen.

## Nachgeordnete Behörden
- Vermessungs- und Katasteramt Osteifel-Hunsrück

Amtsbezirk: Landkreise Ahrweiler, Cochem-Zell, Mayen-Koblenz, Rhein-Hunsrück-Kreis, Kreisfreie Stadt Koblenz
Sitz: Mayen; weiterer Dienstort: Simmern/Hunsrück
Servicestelle bei der Kreisverwaltung Ahrweiler
- Vermessungs- und Katasteramt Rheinhessen-Nahe

Amtsbezirk: Landkreise Alzey-Worms, Bad Kreuznach, Birkenfeld und Mainz-Bingen, Kreisfreie Städte Mainz und Worms
Sitz: Alzey; weiterer Dienstort: Birkenfeld
- Vermessungs- und Katasteramt Rheinpfalz

Amtsbezirk: Landkreise Bad Dürkheim, Germersheim, Südliche Weinstraße und Rhein-Pfalz-Kreis, Kreisfreie Städte Frankenthal (Pfalz), Landau in der Pfalz, Ludwigshafen am Rhein, Neustadt an der Weinstraße und Speyer
Sitz: Landau in der Pfalz; weiterer Dienstort: Neustadt an der Weinstraße
Servicestelle bei der Stadtverwaltung Ludwigshafen am Rhein
- Vermessungs- und Katasteramt Westeifel-Mosel

Amtsbezirk: Landkreise Bernkastel-Wittlich, Trier-Saarburg, Vulkaneifel, Eifelkreis Bitburg-Prüm, Kreisfreie Stadt Trier
Sitz: Bernkastel-Kues; weiterer Dienstort: Daun
Servicestelle bei der Kreisverwaltung Bitburg-Prüm und der Kreisverwaltung Trier-Saarburg
- Vermessungs- und Katasteramt Westerwald-Taunus

Amtsbezirk: Landkreise Altenkirchen (Westerwald), Neuwied, Rhein-Lahn-Kreis, Westerwaldkreis
Sitz: Westerburg; weiterer Dienstort: Sankt Goarshausen
Servicestelle im Gebäude der Verbandsgemeindeverwaltung Diez, im Gebäude der Stadtverwaltung Neuwied und im Gebäude der Verbandsgemeindeverwaltung Wissen
- Vermessungs- und Katasteramt Westpfalz

Amtsbezirk: Landkreise Kaiserslautern, Kusel und Südwestpfalz, Donnersbergkreis, Kreisfreie Städte Kaiserslautern, Pirmasens und Zweibrücken
Sitz: Pirmasens; weiterer Dienstort: Kusel
Servicestelle bei der Stadtverwaltung Kaiserslautern

## Produkte
Seinen Kunden bietet das Landesamt ein umfangreiches Produkt- und Dienstleistungsspektrum. Ob in digitaler oder analoger Form, die im Rahmen des gesetzlichen Auftrags erzeugten analogen Produkte wie z. B. die topographischen Karten oder die digitalen Geobasisdaten stellt das LVermGeo seinen Nutzern zur Verfügung. Dafür gibt es eine Vertriebs- und Verkaufsstelle im Gebäude. Seit dem 22. Januar 2016 können die Daten kostenlos genutzt werden.

## Weitere Aufgaben
- Das LVermGeo ist zentrale Stelle für die Geodateninfrastruktur in Rheinland-Pfalz.
- Beim LVermGeo ist die Geschäftsstelle des Oberen Gutachterausschusses eingerichtet.

## Sonstiges
Bis 28. November 2014 stand das Dienstgebäude in der Ferdinand-Sauerbruch-Str. 15 in Koblenz zum Verkauf. Der Landtag Rheinland-Pfalz stimmte dem Verkauf am 25. Februar 2015 zu. Das LVermGeo hat Ende Juli 2015 eine Immobilie in der Von-Kuhl-Straße 49 in Koblenz bezogen.